# Saint-Martin-Sepert
Saint-Martin-Sepert är en kommun i departementet Corrèze i regionen Nouvelle-Aquitaine i de centrala delarna av Frankrike. Kommunen ligger  i kantonen Lubersac som tillhör arrondissementet Brive-la-Gaillarde. År 2022 hade Saint-Martin-Sepert 267 invånare.

## Befolkningsutveckling
Antalet invånare i kommunen Saint-Martin-Sepert
Referens:INSEE